# ブリティッシュ・エアクラフト・コーポレーション
ブリティッシュ・エアクラフト・コーポレーション (British Aircraft Corporation、BAC) は、かつてイギリスに存在した航空機メーカーである。ブリティッシュ・エアロスペースへの統合を経て、現在はBAEシステムズとなっている。

## 歴史
1960年にイギリスの航空機メーカーであったブリストル、イングリッシュ・エレクトリック、ハンティング、ヴィッカース・アームストロングがイギリス政府の指導の下で合併して誕生した企業である。当時航空機産業は疲弊しており合理化の必要があったためであった。同社の特筆すべき点のひとつに英仏共同開発のコンコルドのイギリス側担当企業であったことが挙げられる。
1977年にはイギリス国内の航空宇宙産業の国有化に伴いスコティッシュ・アビエーション、ホーカー・シドレーと経営統合しブリティッシュ・エアロスペースになった。

## 製品
- BAC 1-11
- BAC 3-11
- コンコルド
- BAC TSR-2